# Kuldīga (distrito)
Kuldīga (letão: Kuldīgas rajons) é um distrito da Letônia localizado na região de Kurzeme. Sua capital é a cidade de Kuldīga.
O distrito está situado na parte ocidental da Letônia ao longo das duas margens do rio Venta. Faz divisa com os seguintes distritos: Ventspils, Talsi, Tukums, Saldus e Liepāja. Os limites atuais do distrito foram estabelecidas em 1950.

## Economia
As estradas de ferro que vão de Riga a Liepaja e de Liepaja a Ventspils cruzam o distrito. A A-9, uma das estradas principais na Letônia, que liga Riga a Liepaja também atravessa o distrito.
As principais atividades são: agricultura, processamento de madeira, reflorestamento e piscicultura.

## Geografia
No noroeste do distrito está a planície de Piejuras. Na região central localiza-se a a Rietumkurzemes com elevações entre 100 e 120 metros acima do nível do mar, sendo o monte Vardupe o ponto mais elevado com 140 m. No nordeste está a Austrumkurzemes com elevações entre 60 e 110 metros. As áreas montanhosas cobrem 35% do território do distrito.
Há mais de 40 rios com mais de 5 km de extensão e 48 lagos com mais de 1 km². Os maiores rios são o rio Venta e o rio Abava.
As florestas cobrem aproximadamente 48% do território do distrito.
A temperatura média em janeiro é aproximadamente -3º e em julho +16.8°C. A precipitação total é de 600-700 mm por ano.